# Liane Michaelis
Liane Michaelis (* 23. April 1953 in Schönebeck) ist eine ehemalige deutsche Handballspielerin.
Die 1,65 Meter große und 63 Kilogramm schwere Liane Michaelis spielte für den SC Magdeburg. In Magdeburg besuchte sie auch die Kinder- und Jugendsportschule.
Mit der DDR-Auswahl gewann sie bei den Olympischen Spielen 1976 in Montreal Silber. 1975 wurde sie mit dieser Mannschaft Weltmeisterin, schon bei der Weltmeisterschaft 1973 stand sie im Aufgebot der DDR. Sie bestritt insgesamt 54 Länderspiele für die DDR.